# Георги Богданов (сценарист)
Вижте пояснителната страница за други личности с името Георги Богданов.
Георги Богданов Гергов е български сценарист.

## Биография
Роден е в село Златна Панега на 2 декември 1941. Завършва Софийския университет „Св. Климент Охридски" със специалност българска филология.
Умира в София на 2 юли 1987 г.

## Филмография
- Антракс (1990)
- Защитете дребните животни (1988)
- От другата страна на слънцето (1986)
- Златната река (1983)